# ActionStar
ActionStar a fost un canal de televiziune din România dedicat difuzării filmelor de acțiune care și-a început emisia la data de 19 decembrie 2008, la ora 18:00.
Este deținut de compania media Realitatea-Cațavencu și a fost lansat simultan cu CineStar, care difuzează succese de casă ale cinematografiei mondiale, precum și filme premiate la festivaluri, și ComedyStar, care difuzează comedii.
Pe 18 ianuarie 2012 ActionStar, alături de CineStar și ComedyStar și-au încetat emisiile.